# احتلال (احتجاج)

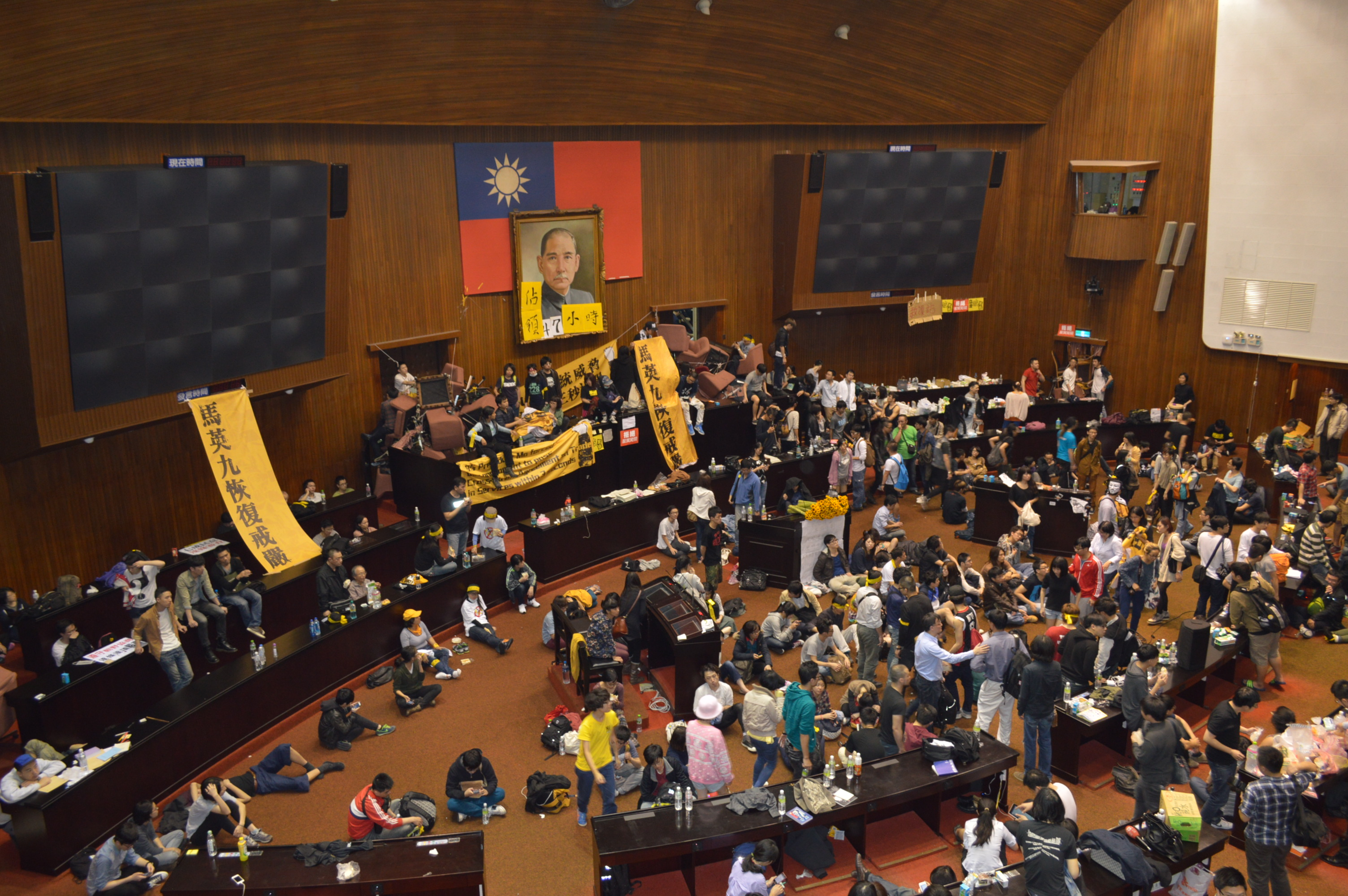
طلابٌ تايوانيون ضمنَ حركة زهرة عباد الشمس الطلابية يحتلُّون مجلس اليوان التشريعي عام 2014.

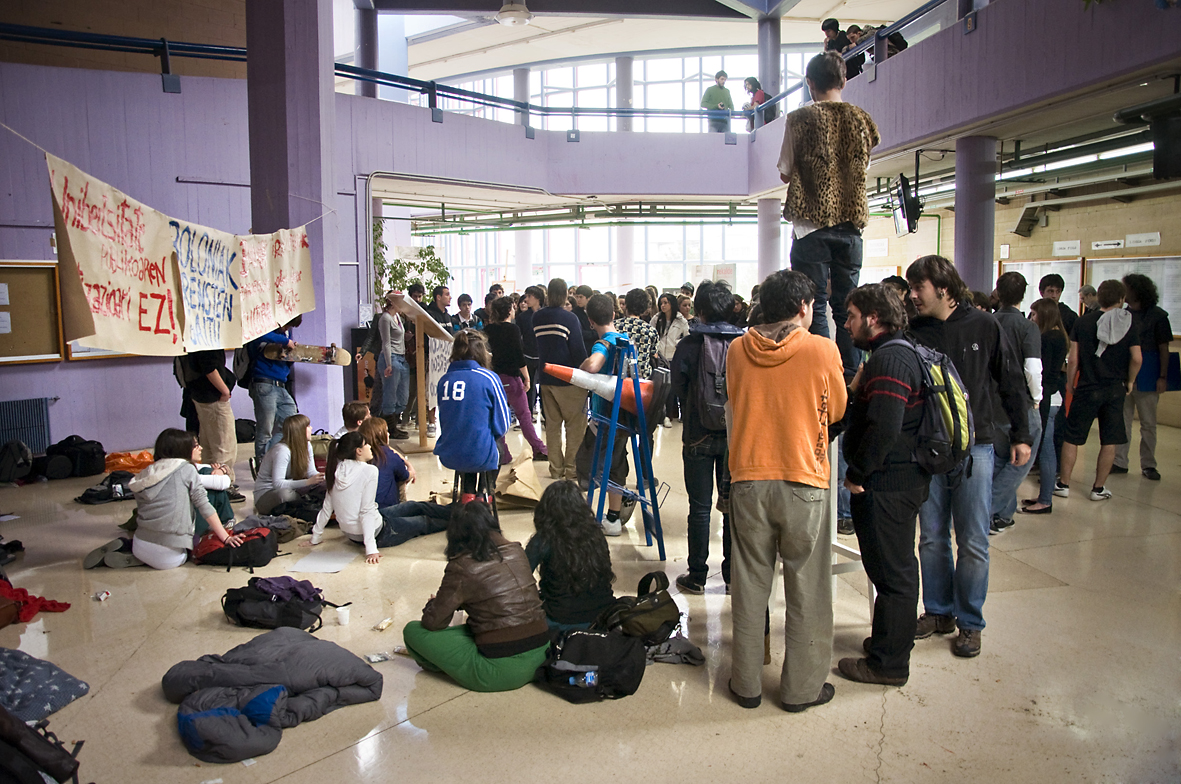
متظاهرون يحتلُّون مبنى كلية الآداب في جامعة إقليم الباسك

كعملٍ احتجاجي، فإنّ الاحتلال هو استراتيجية غالبًا ما تستخدمها الحركات الاجتماعية من أجل الاستيلاء على الأماكن العامة والرمزية والمباني والبنية التحتية الحيوية على غرار مداخل محطات القطار ومراكز التسوق والمباني الجامعية، والساحات، والحدائق. على عكسِ الاحتلال العسكري الذي يُحاول إخضاع الدولة، فإن الاحتلال الاحتجاجي هو وسيلةٌ لمقاومةِ الوضع الراهن والدعوة إلى تغيير السياسة العامة. يحاول الاحتلال الاحتجاجي استخدامَ الفضاء العام كأداة لتحقيق التغيير السياسي والاقتصادي، وبناء مساحات يُمكن وصفها بالمضادة أو المعارِضة والتي يُعبّر فيها المتظاهرون عن رغبتهم في المشاركة في إنتاج وإعادة تصوّر الفضاء الحضري أو السياسي أو الاجتماعي بصفة عامّة.
على عكس أشكال الاحتجاج الأخرى مثل المظاهرات والمَسيرات والتجمّعات، فإنّ الاحتلال الاحتجاجي لا يدومُ طويلًا في المجمل حيث يمتازُ بفترته الزمنية القصيرة نوعًا ما كما يتركّزُ في أماكن محددة. يختلفُ التعامل مع الاحتلال الاحتجاجي من دولة لأخرى ومن حكومة لثانيّة ومع ذلك فإنّ أغلبَ الحكومات ترى في عمليات الاحتلال الاحتجاجيّة أنها غير قانونية لأن المتظاهرين في رأيها يسعون للسيطرة على الفضاء الذي احتلّوه لفترة طويلة، وبالتالي فإن الاحتلال الاحتجاجي غالبًا ما يتخذُ شكل صراعٍ مع السلطات السياسية والقوى التي تُشّكلها أو تُدافع عنها وخاصّة أجهزة الشرطة، وتجذب هذه المواجهات اهتمام وسائل الإعلام.
لقد نشأ الاحتلال الاحتجاجي كوسيلةٍ لتحقيق التغيير، من نضالات العمال التي سعت إلى كل شيء بدءًا من الرفعِ في الأجور وحتى إلغاء الرأسمالية. إنّ الاحتلال الاحتجاجي هو شكلٌ من أشكال العصيان المدني حيث تقوم مجموعة منظمة من العمال، الذين يعملون عادةً في مصنع أو أي موقع مركزي آخر، بالاستيلاء على مكان العمل من خلال الجلوس أو الاعتصام في محطاتهم، مما يمنعهم فعليًا من العمل، وهو ما يدفعُ أصحاب العمل إلى تلبية مطالبهم أو المماطلة ونقل الإنتاج إلى مواقع أخرى.
تُعدُّ حركة احتلوا وول ستريت المستوحاة من بين حركات أخرى ظهرت خلال احتجاجاتٍ كبيرة وشهيرة مثل الربيع العربي و‌الاحتجاجات الإسبانية 2011-2012 حركة عالمية تَعتبرُ احتلال الأماكن العامة تكتيكًا رئيسيًا، وخلال احتجاجاتها عام 2011 استخدمت تكتيك الاحتلال بطريقة جديدة حيث أراد المتظاهرون البقاء إلى أجلٍ غير مسمّى في المواقع التي اعتصموا بها حتى يتم الاستماع إليهم، كما قاوموا الشرطة والمسؤولين الحكوميين الذين أرادوا إجلائهم، وعلى النقيض من أساليب سابقة استُخدمت خلال المظاهرات، فإنّ الاحتلال الاحتجاجي حشدَ المزيد من الناس وقد أكسبهم هذا الحشد المزيد من الاهتمام العالمي.

## قائمة الاحتلالات الاحتجاجية
هذه قائمةٌ تسرد جزءًا من أشهر الاحتلالات المعاصِرة أو الحديثة التي حصلت خلال احتجاجات أو مظاهرات كبيرة في دولة أو منطقة ما. تضمُّ القائمة عنوان الاحتجاج (أو الاحتلال) مع تاريخه ثمّ معلومات إضافيّة أخرى:
| الاحتجاج                        | التاريخ                                    | البلد            | معلومات إضافيّة |
| ------------------------------- | ------------------------------------------ | ---------------- | --- |
| اقتحام الكونجرس البرازيلي       | 8 يناير 2023 (يوم واحد)                    | البرازيل         | وقعَ اقتحام الكونجرس البرازيلي في 8 يناير 2023، بعد فوز لويس إيناسيو لولا دا سيلفا في الانتخابات الرئاسية البرازيلية لعام 2022، حيث هاجم مؤيدو الرئيس السابق جايير بولسونارو مبنى المحكمة الفيدرالية العليا والكونغرس الوطني للبرازيل والقصر الرئاسي بلانالتو في تريس بوديريس في العاصمة برازيليا فاعتصموا داخلَ القاعة الخضراء لمجلس النواب وحاولوا دخول قصر بلانالتو |
| قافلة الحريّة                    | 22 يناير – 23 فبراير 2022 (شهر ويوم)       | كندا             | مع بداية العام 2022، بدأت سلسلة من الاحتجاجات التي رافقها حصارٌ واعتصامٌ واحتلالٌ احتجاجي في كندا ضد قوانين وقيود لقاح كوفيد-19، وأطلق عليها منظّموها اسم قافلة الحرية. تأسست حركة قافلة الشاحنات في البداية للاحتجاج على فرض اللقاح لعبور حدود الولايات المتحدة، بيد أنها تطورت لاحقًا إلى احتجاجاتٍ على قوانين كوفيد-19 بشكل عام، حيثُ انتظمتْ مئات الشاحنات في قوافل انطلقت من عدة نقاط، وعبرت المقاطعات الكندية قبل أن تنضمّ لبعضها في أوتاوا في أواخر يناير 2022، في مظاهرة حاشدة أمام مبنى البرلمان الكندي، وانضمَّ إلى قوافل الشاحنات آلاف المتظاهرين الراجلين. |
| اقتحام كابيتول الولايات المتحدة | 6 يناير 2021 (يوم واحد)                    | الولايات المتحدة | في 6 يناير 2021، اقتحم مثيرو الشغب الذين يدعمون محاولات الرئيس الأمريكي دونالد ترامب لقلبِ الانتخابات الرئاسية لعام 2020 مبنى الكابيتول الأمريكي، حيثُ تجمَّع المتظاهرون لدعم مزاعم الرئيس ترامب المستمرة والكاذبة بأن انتخابات 2020 قد سُرقت منه، والتي كانت جزءًا من جهوده المستمرة منذ أشهر لإلغاء هزيمته الانتخابية. |
| احتلوا لندن                     | 15 أكتوبر 2011 – 14 يونيو 2012 (8 أشهر)    | المملكة المتحدة  | خرجَ متظاهرون بحي سيتي أف لندن في مدينة لندن البريطانية تحت شعار «احتلوا البورصة» على غرار ما حدث في وول ستريت من قبل عندما استهدف المحتجون حي المال بنيويورك، كما تظاهر آخرون في مدن بريطانية عدة منها بريستول وبيرمنغهام وغلاسكو وإدنبرة، فأطلقت حركة «احتلوا لندن» الجديدة فعاليات ثانية في العاصمة البريطانية، إذ أعلنت اعتصامًا مفتوحًا أمام كاتدرائية القديس بولس البارزة في المدينة بدأ بمشاركة 250 محتجًا نصبوا خيامًا واعتصموا أمام الكاتدرائية. |
| احتجاجات هونج كونج 2014         | 26 سبتمبر – 15 ديسمبر 2014 (شهران و19 يوم) | هونغ كونغ        | بدأت هذه الاحتجاجات في هونغ كونغ في سبتمبر 2014 عندما تظاهر دعاة مؤيدون للديمقراطية خارج مقر الحكومة واحتلوا عدة تقاطعات في المدينة الرئيسية بعدما أعلنت اللجنة الدائمة لمؤتمر الشعب الوطني قرارها بشأن الإصلاح المقترح للنظام الانتخابي. |
| احتلوا وول ستريت                | 17 سبتمبر – 15 نوفمبر 2011 (شهران)         | الولايات المتحدة | ظهرت هذه الحركة الاحتجاجيّة داعيةً منذ لحظة تأسيسها لاحتلالِ وول ستريت في مدينة نيويورك بالولايات المتحدة الأمريكية. تأثرت هذه الحركة ثورات الربيع العربي التي أسقطت ثلاثة أنظمة حاكمة في الوطن العربي ووصلت إلى نظامين آخرين بأعلى درجات الاحتقان، حيثُ دعت الحركة إلى عولمة المظاهرات لتصبح حدثًا عالميًا يستهدفُ جميع مدن وبلدان الأرض، مما أدى إلى خروج المظاهرات في أكثر من 1,000 مدينة في 25 دولة تضمُّ بعضًا من أكبر اقتصادات العالم، وتوسعت الحركة لتتحول إلى حركة عالمية.                                                                                    |
| ثورة 25 يناير                   | 25 يناير – 11 فبراير 2011 (19 يومًا)        | مصر              | بدأت ثورة 25 يناير عبرَ مجموعة من التحركات الشعبية ذات الطابع الاجتماعي والسياسي، وكان الهدفُ منها التخلص من النظام والفساد وسوء معاملة الشرطة وحالة الطوارئ والأوضاع السياسية السيئة في فترة حكم حسني مبارك، حيثُ تسببت بعض الأحداث قبلها إلى ارتفاع حدة الاحتجاجات ومنها اندفاع الثورة التونسية و‌مقتل الشاب خالد سعيد وغيرها، وشهدت الثورة اعتصامًا كبيرًا ومفتوحًا في ميدان التحرير للمطالبة بإسقاطِ النظام وهو ما كان. |
| ثورة الأرز                      | 14 فبراير – 27 أبريل 2005 (شهران ونصف)     | لبنان            | بدأت ثورة عبرَ مجموعة من التظاهرات الشعبية والمدنية في لبنان وخصوصًا في العاصمة بيروت، حيثُ جاءت كردة فعل على اغتيال رئيس الحكومة السابق رفيق الحريري في 14 شباط 2005، وقد تميّزت هذه الحركة الواسعة بتفادي العنف واعتمادها الكلّي على المقاومة المدنيّة السلميّة بما في ذلك الاحتلالات الاحتجاجيّة والاعتصامات. |